# Almindelig benved
Almindelig benved (Euonymus europaeus) eller blot Benved er en løvfældende busk eller et op til 6 m højt træ med en langsom vækst. Plantens påfaldende, lyserøde frugter og dens dybtrøde efterårsløv gør den til en eftertragtet haveplante, og dens hårdførhed betyder, at den bruges meget i de nye, flerrækkede læhegn. Hele planten er giftig.

## Beskrivelse
Almindelig benved er en løvfældende busk, eller af og til et lille træ med en langsom, opret og temmelig åben vækstform. Barken er først grøn (af og til næsten violet). De unge grene er firkantede med lyse striber langs kanterne. Senere bliver barken mere grå, og til sidst er den lysegrå med spredte, smalle furer. Knopperne er modsatte, tiltrykte, smalle og grønne. Bladene er elliptiske med fint savtakket rand. Oversiden er mørkegrøn, mens undersiden er grågrøn. Høstfarven er klart rød.
Den blomstrer i maj-juni, og blomsterne er ganske små og gulgrønne. De små, uanselige gulgrønne blomster indeholder en del nektar og bestøves af mindre insekter. Frugterne er mere iøjnefaldende. De er nemlig lyserøde kapsler med fire klapper, der åbnes ind til de orangerøde kerner. Selve frøene er hvide. Frøene spirer villigt i Danmark.
Rodnettet består af kraftige og tæt forgrenede hovedrødder, der ligger lige under jordoverfladen ligesom de mange finrødder.
Højde x bredde og årlig tilvækst: 5 × 3 m (30 × 25 cm/år). Målene kan anvendes ved udplantning.

## Hjemsted
Almindelig benved er udbredt i Lilleasien, Kaukasus og det meste af Europa, herunder også i Danmark, hvor den danner krat, skovbryn og underskov i lyse skove og overdrev på fugtig, mineralrig bund. arten er lyskrævende, tåler en del blæst og trives bedst på muldrig jord.
I en spontan bevoksning omkring en tidligere mergelgrav i Beder syd for Aarhus vokser arten sammen med bl.a.ahorn, alm. brombær, alm. gedeblad, alm. hyld, kvalkved, bittersød natskygge, bredbladet dunhammer, dagpragtstjerne, druehyld, dunet gedeblad, fuglekirsebær, gråpil, kæmpestar, rødel, solbær og vorterod

## Anvendelse
De unge vintergrønne skud er føde for hjortevildt, og drosselfugle æder frøene. Planten tåler hård beskæring. Den anvendes bedst i kanten af beplantninger eller i læsiden af hegn.

## Naturlige fjender
Almindelig benved angribes alvorligt af spindemøl-larver, de såkaldte "snareorme", der bygger store fællesspind i planten. Angrebet er altid værst under beskyttede haveforhold med stillestående luft.
| Portal | Portal:Botanik |

## Note
1. ↑  Egne iagttagelser, Sten Porse